# Stockade Beaver Creek
Der Stockade Beaver Creek ist ein etwa 123 km langer, linker Nebenfluss des Beaver Creek in den US-Bundesstaaten South Dakota und Wyoming.

## Verlauf
Der Stockade Beaver Creek entspringt in den westlichen Black Hills im westlichen Pennington County in South Dakota, nordwestlich des Crows Nest Peak auf einer Höhe von rund 2010 m. Nach einem Kilometer erreicht er bereits den Bundesstaat Wyoming, fließt von dort durch die Bald Hills im Black Hills National Forest in südliche Richtung, durchfließt den Brown Canyon und erhält mit dem Salt Creek von rechts seinen längsten Nebenfluss. Der Stockade Beaver Creek durchfließt das L A K Reservoir, unterquert den U.S. Highway 16 und erreicht bei Hill View Heights südöstlich von Newcastle die Great Plains. Der Fluss mäandriert im weiteren Verlauf in südliche Richtung durch das Weston County und mündet auf einer Höhe von 1126 m in den Beaver Creek.

## Hydrologie
Der Stockade Beaver Creek ist als Nebenfluss des Beaver Creeks Teil des Einzugsgebietes des Cheyenne Rivers, der sich über Missouri und Mississippi in den Golf von Mexiko entwässert. Das Einzugsgebiet des Stockade Beaver Creek grenzt an die Einzugsgebiete von Cold Springs Creek im Norden, Oil Creek im Westen sowie Pass Creek und Rapid Creek im Osten. Der Abfluss am Pegel östlich von Newcastle beträgt 0,40 m³/s, der Fluss weist ganzjährig konstante Abflusswerte auf.

## Belege
1. 1 2 3 4 5  Stockade Beaver Creek. In: Geographic Names Information System. United States Geological Survey, United States Department of the Interior (englisch).
2. ↑  USGS 06392950 STOCKADE BEAVER CREEK NEAR NEWCASTLE, WY. Abgerufen am 9. September 2024.